# 佐藤功太郎
佐藤 功太郎（さとう こうたろう、1944年6月1日 - 2006年6月15日）は、日本の指揮者、東京芸術大学教授。

## 生涯
東京都出身。お茶の水女子大学附属小・中学校、東京芸術大学音楽学部附属音楽高等学校卒業。
東京藝術大学にて渡邉暁雄に師事の後、ニューイングランド音楽院にて、レオン・バルザンに師事。アスペン音楽祭、タングルウッド音楽祭にて、レナード・バーンスタインにも師事した。
1975年、文化庁在外研修生としてベルリン・フィルハーモニー管弦楽団、ベルリン・ドイツ・オペラに派遣され、ヘルベルト・フォン・カラヤンなどの下、研鑽を積んだ。
- 東京都交響楽団：指揮者（1974年 - 1975年）
- 群馬交響楽団：常任指揮者（1978年 - 1980年）
- 京都市交響楽団：副指揮者（1970年 - 1972年）、指揮者（1980年 - 1983年）
- 新星日本交響楽団：首席指揮者（1982年 - 1987年）
- 神奈川フィルハーモニー管弦楽団：首席指揮者（1990年 - 1994年）、首席客演指揮者（1996年 - 2000年）

レパートリーが広く、特にバレエやオペラを得意とした。後進への教育では、東京藝術大学指揮科において、助教授（1982年 - 2000年）、教授（2000年 - ）や、山形大学音楽科講師として学生の指導に当たった。
2006年6月15日、十二指腸癌のため死去。享年62。死後、従四位に叙され、瑞宝小綬章を授けられた。